# Бен Џексон
Бенџамин „Бен” Џексон (енгл. Benjamin "Ben" Jackson) измишљени је лик у британској научнофантастичној телевизијској серији Доктор Ху који је тумачио Мајкл Крејз.
Бен је из 1966. године и био је сапутник Првог и Другог Доктора. Био је главни лик у телевизијској серији од 1966. до 1967. године, појављујући се у 9 прича (36 епизода). Само један серијал са њим, његово прво појављивање у Ратним машинама, тренутно у целости постоји у BBC архиви. Међутим, све осим две његове нестале приче (Кријумчари и Горштаци) су објављене на DVD-у са званичном анимацијом и реконструкцијама помоћу слика и коришћења сачуваних изворних звучних записа који попуњавају празнине. Лик се вратио у божићном специјалу из 2017. „Било двапут” где га је тумачио Џаред Гарфилд.

## Биографија
Бен се први пут појавио у серијалу Првог Доктора Ратне машине. Он је морнар Краљевске морнарице који служи на броду ХМС Тизер. Током једне ноћи у лондонском ноћном клубу под називом Пакао, Бен упознаје тадашњу Докторову сапутницу Додо Шапле и Поли. Поли и Додо покушавају да развеселе Бена. Када је Поли почео да спопада један од гостију у Паклу, Бен јој притиче у помоћ. На крају, Бен и Поли помажу Доктору у његовој борби против РОАМ-а када је рачунар покушао да преузме свет. Бен и Поли обавештавају Доктора o Додоиној одлуци да остане 1966. и случајно упадају у ТАРДИС када су покушали да врате Додоин кључ временске машине.
Бен и Поли чине чудан пар, али она је пријемчива за Бенове заштитничке нагоне, а он је заузврат сматра елегантном и отменом, дајући јој надимак "војвоткиња". Бен је био присутан као и Поли када се Доктор први пут регенерисао у нови облик (Патрик Траутон) и настављају да путују са њим. У Горштацима (1966–67), Бену и Поли се на ТАРДИС-у придружује Џејми Мекримон (Фрејзер Хајнс). На крају, ТАРДИС се враћа у Лондон 1966. (у Безличнима) истог дана када су Бен и Поли отишли (иако је за њих прошло око годину дана). Они одлучују да остану да наставе своје животе без ометања док Доктор и Џејми путују даље.
Шта се десило са двојцем након повратка на Земљу није извесно. Чини се да Доктор мисли да ће Бен постати адмирал, а Поли пазити на Бена, али је остало нејасно да ли је ово предвиђање или им једноставно жели добро. У причи Авантура Саре Џејн, Смрт Доктора (2010), Сара Џејн Смит помиње да Поли сада ради у сиротишту у Индији са Беном.
Бен се појављује у божићном специјалу Доктора Хуа из 2017. „Било двапут“ у ком га тумачи Џаред Гарфилд. Заплет епизоде укључује догађаје Десете планете.